# Patinação de velocidade nos Jogos Olímpicos de Inverno de 2014 - 1000 m masculino

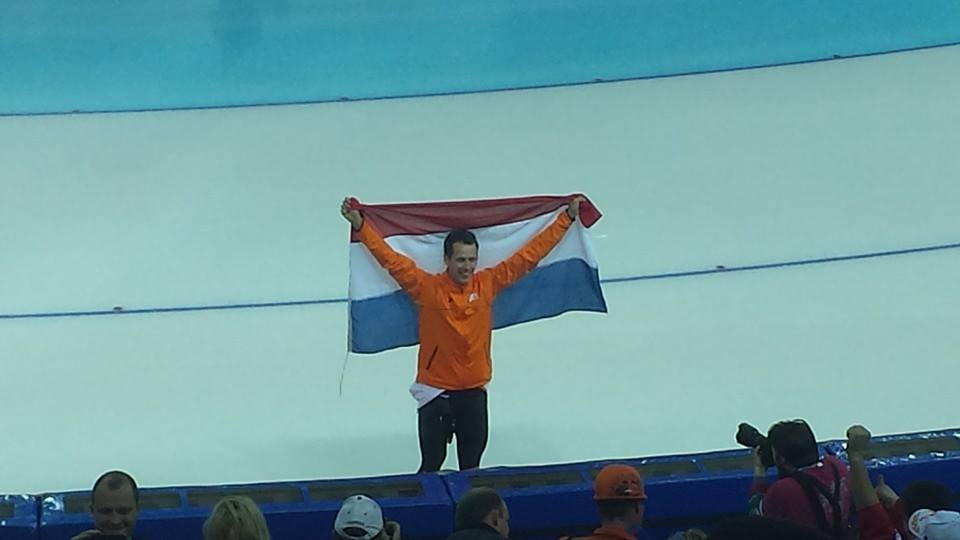
Jogos Olímpicos de Inverno de 20141000m masculino - Stefan Groothuis, o vencedor da medalha de ouro.

As competições de 1000 m masculino da patinação de velocidade nos Jogos Olímpicos de Inverno de 2014 foram disputadas na Adler Arena em Sóchi, em 12 de fevereiro de 2014.

## Medalhistas
| Ouro   | NED Stefan Groothuis |
| Prata  | CAN Denny Morrison   |
| Bronze | NED Michel Mulder    |

## Recordes
Antes desta competição, os recordes mundiais e olímpicos da prova eram os seguintes:
| Tipo | Atleta           | Tempo       | Local          | Data                    |
| ---- | ---------------- | ----------- | -------------- | ----------------------- |
|      | Shani Davis      | 1:06.42 min | Salt Lake City | 7 de março de 2009      |
|      | Gerard van Velde | 1:07.18 min | Salt Lake City | 16 de fevereiro de 2002 |

## Resultados
| Pos.              | Par | Raia | Atleta                          | Tempo   | Diferença | Notas |
| ----------------- | --- | ---- | ------------------------------- | ------- | --------- | ----- |
| Medalha de ouro   | 16  | O    | NED Stefan Groothuis            | 1:08.39 | —         |       |
| Medalha de prata  | 17  | O    | CAN Denny Morrison              | 1:08.43 | +0.04     |       |
| Medalha de bronze | 17  | I    | NED Michel Mulder               | 1:08.74 | +0.35     |       |
| 4                 | 16  | I    | GER Nico Ihle                   | 1:08.86 | +0.47     |       |
| 5                 | 14  | O    | GER Samuel Schwarz              | 1:08.89 | +0.5      |       |
| 6                 | 18  | I    | NED Koen Verweij                | 1:09.09 | +0.7      |       |
| 7                 | 20  | I    | KAZ Denis Kuzin                 | 1:09.10 | +0.71     |       |
| 8                 | 18  | O    | USA Shani Davis                 | 1:09.12 | +0.73     |       |
| 9                 | 19  | I    | USA Brian Hansen                | 1:09.21 | +0.82     |       |
| 10                | 4   | I    | NED Mark Tuitert                | 1:09.29 | +0.9      |       |
| 11                | 13  | O    | NOR Håvard Holmefjord Lorentzen | 1:09.33 | +0.94     |       |
| 12                | 19  | O    | KOR Mo Tae-bum                  | 1:09.37 | +0.98     |       |
| 13                | 8   | O    | KAZ Roman Krech                 | 1:09.63 | +1.24     |       |
| 14                | 10  | O    | POL Zbigniew Bródka             | 1:09.66 | +1.27     |       |
| 15                | 15  | O    | USA Joey Mantia                 | 1:09.72 | +1.33     |       |
| 16                | 13  | I    | POL Konrad Niedźwiedzki         | 1:09.76 | +1.37     |       |
| 17                | 3   | I    | RUS Denis Yuskov                | 1:09.81 | +1.42     |       |
| 18                | 15  | I    | RUS Aleksey Yesin               | 1:09.93 | +1.54     |       |
| 19                | 1   | I    | NOR Håvard Bøkko                | 1:09.98 | +1.59     |       |
| 20                | 3   | O    | CAN Vincent De Haître           | 1:10.04 | +1.65     |       |
| 21                | 6   | O    | KOR Lee Kyou-hyuk               | 1:10.04 | +1.65     |       |
| 22                | 12  | I    | AUS Daniel Greig                | 1:10.13 | +1.74     |       |
| 23                | 7   | I    | BEL Bart Swings                 | 1:10.14 | +1.75     |       |
| 24                | 9   | I    | LAT Haralds Silovs              | 1:10.29 | +1.9      |       |
| 25                | 20  | O    | ITA Mirko Giacomo Nenzi         | 1:10.32 | +1.93     |       |
| 26                | 8   | I    | CAN William Dutton              | 1:10.61 | +2.22     |       |
| 27                | 14  | I    | RUS Dmitry Lobkov               | 1:10.65 | +2.26     |       |
| 28                | 7   | O    | USA Jonathan Garcia             | 1:10.74 | +2.35     |       |
| 29                | 9   | O    | FRA Benjamin Macé               | 1:10.80 | +2.41     |       |
| 30                | 11  | O    | KOR Kim Tae-yun                 | 1:10.81 | +2.42     |       |
| 31                | 5   | I    | NOR Espen Aarnes Hvammen        | 1:11.01 | +2.62     |       |
| 32                | 4   | O    | CAN Muncef Ouardi               | 1:11.07 | +2.68     |       |
| 33                | 11  | I    | KAZ Fedor Mezentsev             | 1:11.08 | +2.69     |       |
| 34                | 5   | O    | CHN Tian Guo-jin                | 1:11.17 | +2.78     |       |
| 35                | 1   | O    | JPN Taro Kondo                  | 1:11.44 | +3.05     |       |
| 36                | 12  | O    | JPN Daichi Yamanaka             | 1:11.93 | +3.54     |       |
| 37                | 2   | O    | FIN Tommi Pulli                 | 1:12.16 | +3.77     |       |
| 38                | 2   | I    | SWE David Andersson             | 1:12.40 | +4.01     |       |
| 39                | 6   | I    | RUS Igor Bogolyubskiy           | 1:12.85 | +4.46     |       |
| 40                | 10  | I    | TPE Sung Ching-yang             | 1:13.79 | +5.40     |       |

Legenda
| Recorde mundial      | Recorde mundial (World record)               |                       | Recorde africano                      | Recorde africano (African) |                                           | Q | Classificado por posição (Qualified) |
| Recorde olímpico     | Recorde olímpico (Olympic record)            | Recorde da América    | Recorde da América (Americas)         | q                          | Classificado por melhor tempo (Qualified) |   |                                      |
| Melhor marca do ano  | Melhor marca do ano (World leading)          | Recorde asiático      | Recorde asiático (Asian)              | DNS                        | Não largou (Did not start)                |   |                                      |
| Recorde nacional     | Recorde nacional (National record)           | Recorde europeu       | Recorde europeu (European)            | DNF                        | Não terminou (Did not finish)             |   |                                      |
| Recorde pessoal      | Recorde pessoal do atleta (Personal best)    | Recorde da Oceania    | Recorde da Oceania (Oceania)          | DSQ / DQ                   | Desclassificado (Disqualified)            |   |                                      |
| Recorde da temporada | Recorde da temporada do atleta (Season best) | Recorde sul-americano | Recorde sul-americano (South America) | NM                         | Sem marca (No mark)                       |   |                                      |